# (8799) Barnouin
(8799) Barnouin es un asteroide perteneciente al cinturón de asteroides, región del sistema solar que se encuentra entre las órbitas de Marte y Júpiter.
Fue descubierto el 2 de marzo de 1981 por Schelte John Bus  desde el Observatorio de Siding Spring, Nueva Gales del Sur, Australia.

## Designación y nombre
Designado provisionalmente como 1981 ER25, fue nombrado por Olivier Barnouin (n. 1967) quien es un científico del Laboratorio de Física Aplicada de la Universidad Johns Hopkins especializado en el estudio de la formación de cráteres de impacto. Su trabajo abarca el sistema solar, desde Mercurio hasta asteroides y el sistema solar exterior.

## Características orbitales
Barnouin está situado a una distancia media del Sol de 2,575 ua, pudiendo alejarse hasta 2,909 ua y acercarse hasta 2,242 ua. Su excentricidad es 0,130 y la inclinación orbital 4,361 grados. Emplea 1509,55 días en completar una órbita alrededor del Sol.

## Características físicas
La magnitud absoluta de Barnouin es 14,73. Tiene 3,223 km de diámetro y su albedo se estima en 0,296.